# Artrofitos
Los artrofitos son producciones patológicas extra o intra-articulares. 
Son raras las primeras y se las puede extraer sin que sobrevenga ningún accidente de gravedad. Los artrofitos intra-articulares, por el contrario, pueden ser motivo de graves accidentes. 
Los artrofitos son libres o bien están pediculados. Suelen ser un epifenómeno de la artritis seca. En ocasiones, se les encuentra en gran número en el codo, el hombro, el maxilar, el pie, etc. desde el tamaño de un grano al de un huevo de paloma. Por lo general son fibrosos, fibroadiposos, cartilaginosos, fibrocartilaginosos, osteocartilaginosos y, sobre todo, óseos. El tratamiento consiste en la artrotomía. 